# Шенчуга (посёлок)
Шенчуга — посёлок в Коношском районе Архангельской области России. Входит в Подюжское сельское поселение.
Был воздвигнут спецпереселенцами за два года в лесах неподалёку от Подюги, основные жители это раскулаченные семьи крестьян с разных уголков России, много с Кировской области.
В посёлку был скипидарный завод, школа, комендатура, скотные дворы, свечной завод. Последняя жительница посёлка умерла примерно в 2008 году. Сейчас на месте посёлка установлен памятный камень.